# Galíndez
Galíndez è un romanzo dello scrittore catalano Manuel Vázquez Montalbán pubblicato originariamente nel 1990, che ricostruisce la storia di Jesús de Galíndez Suárez, rappresentante del governo basco in esilio dopo la guerra civile, rapito e assassinato a New York.
(Manuel Vázquez Montalbán)
Il romanzo ha venduto in Spagna oltre centomila copie.

## Trama
La trentenne ricercatrice statunitense Muriel Colbert giunge in Spagna con una borsa di studio; è sulle tracce di Galíndez, un politico antifranchista assassinato negli anni cinquanta. In compagnia del fidanzato Ricardo, originario dei Paesi Baschi, si reca a trovare il parenti dell'uomo presso la cittadina di Amurrio dove visse Galíndez. Lo zio di Ricardo è un vecchio antifranchista rimasto più volte in galera, il cugino Josema è stato in passato terrorista dell'ETA. La memoria di Galíndez è comunque stata completamente cancellata nella loro coscienza, forse perché i fatti del suo rapimento e assassinio sono avvenuti durante il franchismo, quando il regime controllava la stampa.
Mentre Muriel si trova in Spagna, il professor Norman Radcliffe che le ha assegnato la ricerca dal titolo “L'etica della Resistenza” viene avvicinato dal sedicente Robert Robards, un agente dei servizi segreti che lo costringe con minacce e ricatti a intervenire perché la sua allieva interrompa la ricerca su Galíndez: rischia di scoperchiare fatti e nomi ancora segreti dopo trent'anni dagli avvenimenti. Radcliffe scrive alla ragazza, che non vede da tre anni, sollecitandola a accettare il cambio di argomento della sua ricerca per ricevere il rinnovo della borsa di studio, ma Muriel rifiuta sdegnata, e continua il suo lavoro.
Galíndez era arrivato nella Repubblica Dominicana del dittatore Trujillo come esule dopo la sconfitta della Spagna repubblicana. Dopo un periodo di collaborazione con l'organizzazione dello Stato aveva cominciato a diventare sempre più critico. Comunque durante la permanenza sull'isola collaborò con la CIA fornendo informazioni sugli esuli comunisti spagnoli. Giunto a New York venne messo in guardia da diversi compagni d'esilio, e anche da alcuni doppiogiochisti, che il dittatore avrebbe fatto di tutto per fermare la tesi con la quale Galíndez voleva laurearsi negli Stati Uniti, che rivelava fatti spiacevoli del presidente dominicano.
Nel 1956 Galíndez viene rapito dalla propria abitazione nella Fifth Avenue di New York e trasferito clandestinamente fino a una prigione nella Repubblica Dominicana. Qui viene selvaggiamente torturato, gli rinfacciano l'ingratitudine per essere stato accolto nella Repubblica da esiliato, lo accusano di essere comunista; ma è soprattutto la sua tesi di laurea contro il Presidente a scatenare le sue ire. Galíndez viene strangolato e il suo corpo gettato ai pescecani.
Muriel Colbert decide di recarsi nella Repubblica Dominicana sulle tracce del politico basco; qui trova l'appoggio di un ex comunista che conobbe Galíndez e che si dà da fare per metterla in contatto con altri conoscenti. Robards intanto attiva a Miami un vecchio agente dell'Fbi che già ebbe un ruolo nel rapimento del 1956: si tratta di Voltaire O'Shea Zarraluqui, conosciuto come Angelito, con il quale concorda un depistaggio di Muriel.
A Santo Domingo Muriel si muove bene, parla con molte persone che conobbero l'esule basco e ricostruire la storia che entro qualche anno sarebbe costata il potere e la vita al dittatore Trujillo. Voltaire la contatta, lei si reca in aereo a Miami sotto falso nome. L'agente non riesce a convincerla a desistere, lei sa già che Galíndez era un doppiogiochista; se si interesse alla sua storia è perché nella propria vita delle certezze che non ha mai trovato. Robards fa rapire Muriel, Voltaire viene investito da un'auto e ucciso.
Nessuno sa che Muriel ha lasciato Santo Domingo. Il suo corpo viene trovato senza segni esteriori di violenza su una spiaggia della Repubblica Dominicana. Il caso apparentemente è chiuso, ma il suo fidanzato madrileno, Ricardo Santos, decide di indagare e scrive alla sorella della defunta chiudendole di partecipare con lui a un'azione legale.

## Critica
(Manuel Vázquez Montalbán)
La prima idea di scrivere qualcosa su Jesús de Galíndez venne all'autore poco dopo il rapimento del politico basco a New York:
L'autore iniziò il lavoro di ricerca per il romanzo solo un quarto di secolo più tardi, a partire dal 1985: quattro anni di indagini a Madrid, nel Paese Basco, a New York e Miami, nella Repubblica Dominicana: ricerche che ricordano molto da vicine quelle del personaggio Muriel Colbert. I muri di gomma, i depistaggi e le intimidazioni che incontra la giovane ricercatrice americana sono quelli contro i quali è andato a sbattere l'autore.
Il breve epilogo del romanzo suggerisce che vi sarà sempre una nuova generazione pronta a pagare di persona per giungere alla verità, ignorando di proposito le coercizioni della Storia: verranno lasciati soli, inesorabilmente.
Nel 1991 il romanzo ha ottenuto il Premio Nacional de Literatura e il Premio Letterario europeo.

## Edizioni
- Manuel Vázquez Montalbán, Galíndez, Frassinelli Tascabili, Sperling & Kupfer, 2004,  p. 400.